# (8200) Souten
(8200) Souten (1994 AY1) – planetoida z pasa głównego asteroid okrążająca Słońce w ciągu 4,25 lat w średniej odległości 2,62 au. Odkryta 7 stycznia 1994 roku.